# Pont Pulteney
Pour les articles homonymes, voir Pulteney.
Le pont Pulteney est un pont bâti situé à Bath (Somerset, Angleterre), qui traverse la rivière Avon. 
Conçu par Robert Adam et achevé en 1773, il est encore bordé de maisons des deux côtés. 
Le pont est classé Grade I.

## Historique
La baronne Frances Pulteney avait sollicité les frères Robert et James Adam pour son projet de ville, mais ce dernier se consacra tout entier à la conception du pont. Entre ses mains, l'ouvrage d'art utilitaire commandé par Pulteney prit la forme d'une structure élégante rythmée par des boutiques. Adam avait, il est vrai, visité à la fois Florence et Venise, où il avait admiré le Ponte Vecchio et le pont du Rialto, mais pour cet ouvrage, c’est plutôt d’Andrea Palladio et de sa critique du Rialto qu’il s’est inspiré. Le pont Pulteney a conservé pendant un peu moins de 20 ans la forme qu’Adam lui avait donnée ; en 1792, l’agrandissement des boutiques détruisit leur élégance, puis les crues de l’Avon, en 1799 et 1800, ravagèrent le parement nord du pont, dont les piles étaient insuffisamment fondées.
L’ouvrage fut reconstruit dans un style plus conventionnel par John Pinch (en) l'Ancien, le paysagiste du domaine de Pulteney. Les propriétaires des boutiques du pont modifièrent l’allure des baies, ou agrandirent leur surface par des encorbellements sans aucun souci de coordination. Le pavillon de l’extrémité ouest, sur la rive sud, fut démoli en 1903 pour permettre l’élargissement de la chaussée. En 1936, on classa ce pont parmi les monuments historiques, et on lança des projets de restauration de l’aspect d'origine, qui ne furent achevés qu’à l’occasion du Festival of Britain de 1951, et complétés en 1975. Le conseil d’arrondissement de Bath and North East Somerset a envisagé d'y interdire le trafic automobile pour en faire une passerelle exclusivement piétonnière, mais il reste ouvert à la circulation des bus et des taxis.

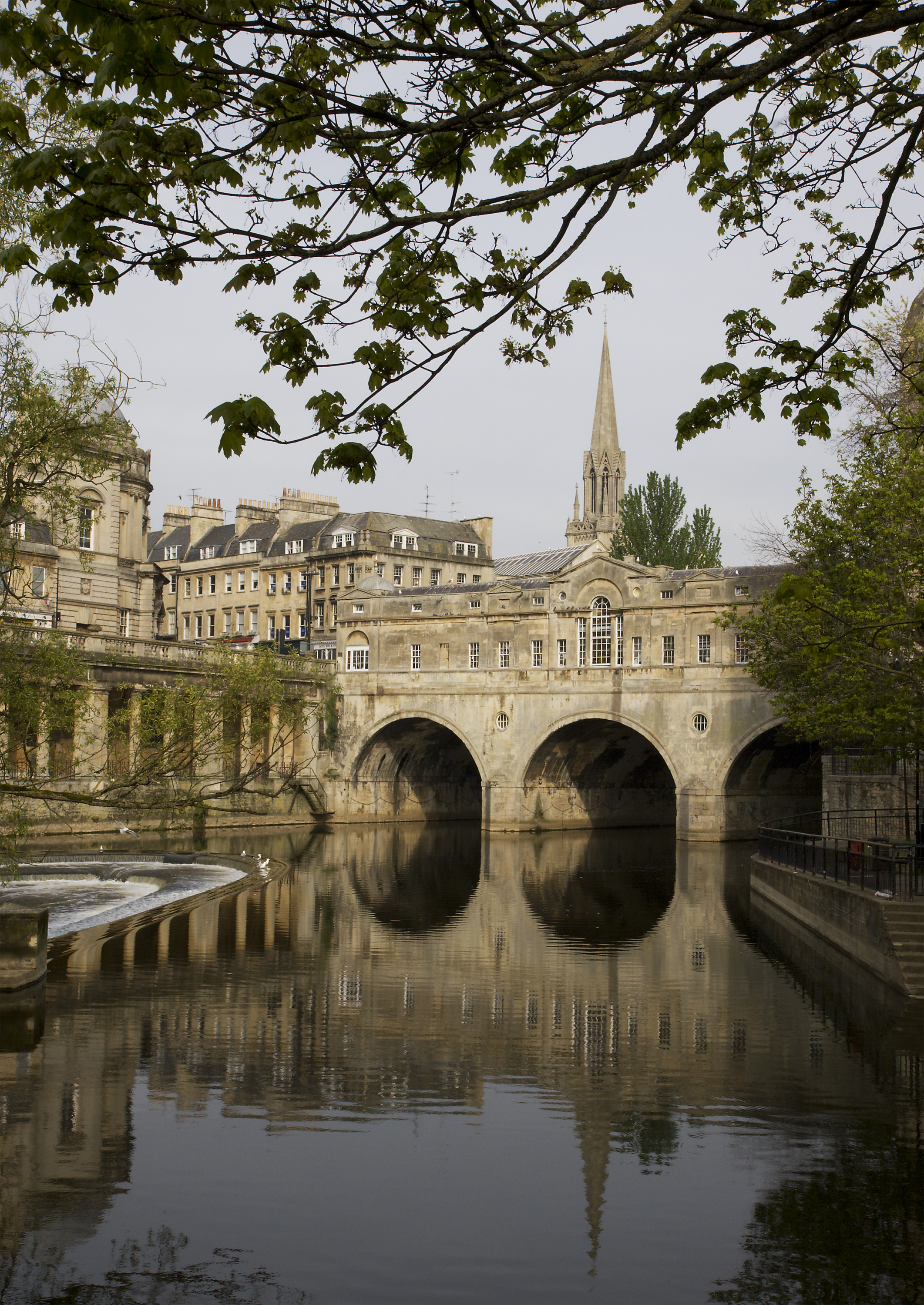
Le pont Pulteney.
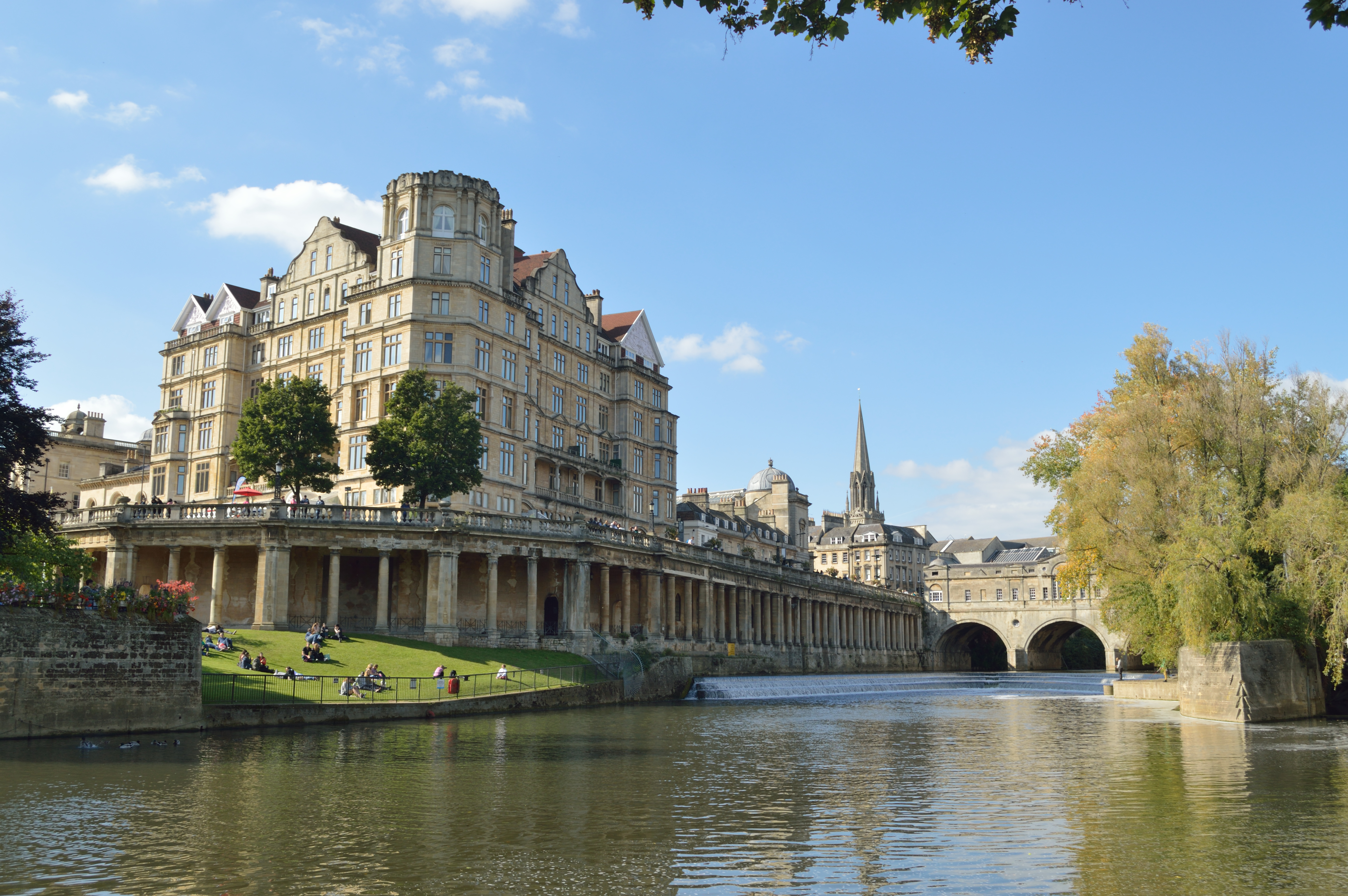
L'Empire Hotel et le pont Pulteney.